# جورب فاخذ
الجوارب الفاخذة هي جوارب نسائية ذات رباط مرن في أعلاها، مصمم لتثبيت الجوارب عند ارتدائها، دون استخدام رباط جورب.